# Operação Arco-Íris
Operação Arco-Íris foi uma operação militar israelense ocorrida de 18 a 24 de maio de 2004 no campo de refugiados palestinos de Rafah, no sul da Faixa de Gaza, envolvendo uma invasão e cerco de Rafah que provocou a morte de 43 palestinos. Muitas casas palestinas foram demolidas. A operação militar foi objeto da Resolução 1544 da ONU que apelava ao fim da violência, pedindo ao Estado de Israel “que não realizasse demolições de casas contrariando o direito internacional e destacando a precariedade dos palestinos privados de habitação na sequência do ataque israelense”. O objetivo declarado de Israel era destruir os túneis usados para atravessar a fronteira com o Egito e “capturar os militantes que os utilizam para contrabandear armas”.
Esta operação ocorreu durante a Segunda Intifada de 2000-2004. Foi realizado após a morte de 11 soldados israelitas em ataques palestinos.
A Human Rights Watch relatou 59 palestinos mortos entre 12 e 24 de maio, incluindo 11 menores de dezoito anos e 18 homens armados. As Forças de Defesa de Israel demoliram cerca de 300 casas para expandir a zona tampão ao longo da fronteira entre o Egito e Gaza, expandindo-a para dentro da Faixa de Gaza. Além disso, um zoológico e pelo menos 700 dunams (70 ha) de terras agrícolas foram destruídos.